# Plebiscito sulla Federazione delle Repubbliche Arabe in Libia del 1971
Il plebiscito sulla Federazione delle Repubbliche Arabe in Libia del 1971 si svolse il 1º settembre, durante la dittatura militare di Muʿammar Gheddafi; altri plebisciti si tennero simultaneamente in Egitto e in Siria.
Il quesito fu approvato dal 98,6% dei voti validi, pari al 94,6% dei votanti.

## Risultati
| Risultati   | Risultati | Risultati   |
| Sì o no     | Voti      | Percentuale |
| ----------- | --------- | ----------- |
| Sì          | 477.490   | 98,6%       |
| No          | 6.741     | 1,4%        |
| Voti totali | 484.231   | 100,0%      |